# 멜랑꼴리아 (드라마)
《멜랑꼴리아》는 2021년 11월 10일부터 2021년 12월 30일까지 방송된 tvN 수목 드라마다.

## 기획의도
특혜 비리의 온상인 한 사립고를 배경으로, 수학 천재와 교사의 통념과 편견을 뛰어넘는, 수학보다 아름다운 이야기

## 제작진

### 극본
- 김지운 : ( SBS 주말특별기획드라마 《청담동 앨리스》(공동집필), SBS 드라마스페셜 《하이드 지킬, 나》(집필), SBS 금토드라마 《의사요한》(집필) 등 집필 )

### 연출
- 김상협 : ( MBC 일요아침드라마 《눈으로 말해요》(조연출), MBC 월화미니시리즈 《고백》(조연출), MBC 수목미니시리즈 《좋은사람》(조연출), MBC 수목미니시리즈 《천생연분》(조연출), MBC 수목미니시리즈 《아일랜드》(조연출), MBC 주말특별기획드라마 《신돈》(조연출), MBC 시즌드라마 《비포 앤 애프터 성형외과》(공동연출), MBC 월화특별기획드라마 《동이》(공동연출), MBC 수목미니시리즈 《7급 공무원》(공동연출), MBC 주말특별기획드라마 《마마》(연출), MBC 월화특별기획드라마 《화려한 유혹》(공동연출), MBC 월화미니시리즈 《왕은 사랑한다》(연출), MBC 수목미니시리즈 《어쩌다 발견한 하루》(공동연출), tvN 수목미니시리즈 《여신강림》(연출) 등 연출 )

## 등장 인물

### 주요 인물
- 임수정 : 지윤수 역 - 그녀만의 시선으로 수학을 대하고 사랑하는, 아성고 교사
- 이도현 : 백승유 / 백민재 역 - 가슴 아픈 상처로 인해 수학을 외면해버린, 수학천재

### 지윤수 주변 인물
- 최대훈 : 류성재 역 - 다정함과 냉철함을 고루 보여주는 인물로 사랑과 승부근성 그 사이 어디쯤 완벽주의자로 지윤수의 약혼자
- 오광록 : 지현욱 역 - 윤수의 아버지
- 전국향 : 신경인 역 - 류성재의 모친이자 지윤수의 예비 시어머니
- 한기중 : 류현일 역 - 성재의 부친이자 지윤수의 예비 시아버지

### 백승유 주변 인물
- 김호진 : 백민식 역 - 아내 희승과 같이 한곡동에서 카페를 운영하고 있는 승유의 아빠
- 백지원 : 민희승 역 - 남편 민식과 같이 한곡동에서 카페를 운영하고 있는 승유의 엄마

### 아성재단
- 진경 : 노정아 역 - 차가운 이성 안에 용암처럼 뜨거운 야욕을 숨긴 인물로, 아성고를 최고로 만들기 위해 무엇이든 하는, 야욕의 교무부장, 민준의 불륜상대
- 오혜원 : 노연우 역 - 아성학원 이사장 차녀이자 아성국제중 교장
- 장광 : 노인형 역 - 아성학원 이사장
- 김지영 : 김지나 역 - 노정아의 외동딸

### 성예린 家
- 우다비 : 성예린 역 - 아성고 부동의 전교1등
- 장현성 : 성민준 역 - 예린의 아빠이자 국회의원, 정아의 내연남
- 변정수 : 유혜미 역 - 예린의 엄마이자 우리나라 탑 여배우
- 이유진 : 성유찬 역 - 유혜미, 성민준의 아들로 성예린의 남동생

### 아성고 교사들
- 손진환 : 오진택 역 - 아성고등학교 교장
- 전진기 : 최성환 역 - 아성고등학교 교감
- 양조아 : 김진희 역 - 아성고 국어과 교사
- 안상우 : 한명진 역 - 아성고 수학과 교사

### 아성고 학생들
- 이강지 : 이현재 역 - 승유의 친구
- 이상진 : 박형도 역 - 승유, 현재의 절친
- 최우성 : 장규영 역 - 아성고 학생

### 그 외 인물
- 박성연 : 유선아 역 - 규영의 엄마
- 이세나 : 조윤아 역 - 방송국 사회부 기자
- 선우 : 제니 엄마 역
- 김미혜 : 김 선생님 역
- 미상 : 백승유의 형 역(†)
- 신수연 : 최시안 역
- 미상 : 학원 원장 역
- 미상 : 국회의원 역
- 미상 : 장관 역
- 미상 : 변호사 역

## 시청률
아래의 파란색 숫자는 '최저 시청률'이고, 빨간색 숫자는 '최고 시청률'입니다. 시청률조사회사와 지역별로 시청률에 차이가 있을 수 있습니다.
| 2021년 | 2021년    | 2021년         | 2021년       |
| 회차   | 방송일    | AGB 시청률     | AGB 시청률   |
| 회차   | 방송일    | 대한민국(전국) | 서울(수도권) |
| ------ | --------- | -------------- | ------------ |
| 제1회  | 11월 10일 | 3.617%         | 4.174%       |
| 제2회  | 11월 11일 | 2.407%         | 2.459%       |
| 제3회  | 11월 17일 | 2.529%         | 2.548%       |
| 제4회  | 11월 18일 | 1.619%         | 1.682%       |
| 제5회  | 11월 24일 | 1.993%         | 1.865%       |
| 제6회  | 11월 25일 | 1.496%         | 1.738%       |
| 제7회  | 12월 1일  | 2.654%         | 3.035%       |
| 제8회  | 12월 2일  | 1.887%         | 1.762%       |
| 제9회  | 12월 8일  | 3.163%         | 3.085%       |
| 제10회 | 12월 9일  | 2.203%         | 2.024%       |
| 제11회 | 12월 15일 | 2.741%         | 2.632%       |
| 제12회 | 12월 16일 | 2.260%         | 2.467%       |
| 제13회 | 12월 22일 | 2.349%         | 1.740%       |
| 제14회 | 12월 23일 | 2.303%         | 1.903%       |
| 제15회 | 12월 29일 | 2.720%         | 2.769%       |
| 제16회 | 12월 30일 | 2.450%         | 2.277%       |

## International Broadcast:
In The Philippines soon to air on asian TV